# Лепешков, Иван Никонович
Иван Никонович Лепешков (1907—1993) — советский учёный в области физико-химического анализа, заслуженный деятель науки и техники РСФСР, доктор химических наук, профессор.

## Биография
Родился 15 января 1907 г. в деревне Демидовка Смоленской губернии. Окончил среднюю школу в Смоленске и химико-естественный факультет Смоленского университета (1930).
С 1931 г. аспирант Института физико-химического анализа АН СССР. Под руководством академика Н. С. Курнакова подготовил и в 1935 году защитил кандидатскую диссертацию «О процессах кристаллизации солей в озере Индер».
С 1935 года работал в Институте общей и неорганической химии им. Н. С. Курнакова, старший научный сотрудник, зам. директора по научной работе, затем более 40 лет возглавлял лабораторию химии и технологии природных солей (1945—1988).
В 1943 г. защитил докторскую диссертацию на тему «Калийные соли Волго-Эмбы и Прикарпатья», в которой описал закономерности кристаллизации солей в процессе усыхания рассолов морского типа.
Похоронен на Домодедовском кладбище в Москве.

## Научная деятельность
Участвовал в научных экспедициях в Южное Приуралье, Западную и Восточную Сибирь, Поволжье, Казахстан, республики Средней Азии, а также в Китай, во время которых были открыты новые типы калийсодержащих соляных озёр, промышленные месторождения бишофита, полигалита и других солей.
Был исследователем солей залива Кара-Богаз-Гол. В 1980 г. единственный из членов Государственной экспертной комиссии выступил против решения о перекрытии Карабогазского пролива.
Профессор, читал курсы лекций по химии и химической технологии в вузах.

### Сочинения
- Природные соли и их значение в народном хозяйстве [Текст]. — Москва : Знание, 1957. — 31 с. : ил., карт.; 22 см. — (Серия 8/ Всесоюз. о-во по распространению полит. и науч. знаний; № 1). Природные соли и их значение в народном хозяйстве [Текст]. — Москва : Знание, 1957. — 31 с. : ил., карт.; 22 см. — (Серия 8/ Всесоюз. о-во по распространению полит. и науч. знаний; № 1).
- Минеральные дары моря [Текст] / И. Н. Лепешков, Б. Я. Розен. — Москва : Наука, 1972. — 121 с. : ил., карт.; 20 см. — (Настоящее и будущее человечества/ АН СССР).
- Перспективы использования солевых богатств Кара-Богаз-Гола / И. Н. Лепешков, Д. В. Буйневич, Н. А. Буйневич, Г. С. Седельников; [Отв. ред. М. Г. Валяшко]. — М. : Наука, 1981. — 274 с. : ил.; 21 см.

## Награды и звания
Заслуженный деятель науки и техники РСФСР (1968). Лауреат премии Совета Министров СССР и премии имени Н. С. Курнакова (1970, за серию работ, посвященных физико-химическому исследованию природных солей и солевых систем морского типа). Награждён орденом Красной Звезды (13.11.1944), другими орденами и медалями, Почётной Грамотой Президиума Верховного Совета РСФСР (1982).